# Liste der Bodendenkmäler in Bad Wünnenberg
Die Liste der Bodendenkmäler in Bad Wünnenberg enthält die denkmalgeschützten unterirdischen baulichen Anlagen, Reste oberirdischer baulicher Anlagen, Zeugnisse tierischen und pflanzlichen Lebens und paläontologischen Reste auf dem Gebiet der Stadt Bad Wünnenberg im Kreis Paderborn in Nordrhein-Westfalen (Stand Juli 2020). Diese Bodendenkmäler sind in Teil B der Denkmalliste der Stadt Bad Wünnenberg eingetragen; Grundlage für die Aufnahme ist das Denkmalschutzgesetz Nordrhein-Westfalen (DSchG NRW).

## Legende
- Bild: zeigt ein Bild des Bodendenkmals
- Bezeichnung: nennt den Namen bzw. die Bezeichnung des Bodendenkmals
- Lage: gibt die Gemarkung, sofern vorhanden auch Straße und Hausnummer des Bodendenkmals sowie die Lage auf einer Karte an
- Beschreibung: liefert weitere Informationen zum Bodendenkmal
- Bauzeit: gibt den Zeitraum der Entstehung an
- Eingetragen seit: gibt das Datum der Eintragung in die Denkmalliste an
- Denkmalnummer: gibt die Nummer des Bodendenkmals, mit der es in der Denkmalliste steht, an

## Liste der Bodendenkmäler in Bad Wünnenberg
| Bild           | Bezeichnung                                                                  | Lage                                                                         | Beschreibung | Bauzeit | Eingetragen seit           | Denkmal- nummer |
| -------------- | ---------------------------------------------------------------------------- | ---------------------------------------------------------------------------- | ------------ | ------- | -------------------------- | --------------- |
|                | Siedlungsplatz Andepen                                                       | Leiberg Nollenberg (Nollenweg/Landhauspark)                                  |              |         | 11.12.1987                 | 1               |
| weitere Bilder | Kirchplatz mit Friedhof (Pestfriedhof)                                       | Leiberg Leiberger Wald, Am Kirchhöfchen Karte                                |              |         | 11.09.1987                 | 2               |
|                | 2 Grabhügel                                                                  | Leiberg Oberes Empertal                                                      |              |         | 11.09.1987                 | 3               |
|                | Götzenrode, Sachskamp Siedlungsplatz Swafern/Schwafen                        | Haaren Östlich Autobahnkreuz (A33/A44) Götzenrode, Sachskamp                 |              |         | 11.12.1987                 | 4               |
|                | Grabhügelgruppe Fürstenberger Wald (Brand)                                   | Fürstenberg Fürstenberger Wald (Brand)                                       |              |         | 11.09.1987                 | 5               |
|                | Kirchplatz mit Friedhof Dorslon/Dorsloh                                      | Fürstenberg Gut Wohlbedacht                                                  |              |         | 11.12.1987                 | 7               |
|                | Altstraße Via Regia/Frankfurter Weg                                          | Fürstenberg Lämmerweide/Wacholderbusch                                       |              |         | 11.12.1987                 | 8               |
|                | Turmhügel und Wallanlage Tindeln                                             | Haaren Tindeln                                                               |              |         | 11.12.1987                 | 9               |
|                | Grabhügelgruppe Fürstenberger Wald (Abt. 81 u. 87)                           | Fürstenberg Fürstenberger Wald Abt. 81 u. 87                                 |              |         | 11.12.1987                 | 10              |
|                | Siedlungsplatz Eilern Kircheilern                                            | Fürstenberg Siedlung Eilern                                                  |              |         | 11.12.1987                 | 11              |
|                | Siedlungsplatz Friedrichsgrund Siedlungsplatz Ortschaft Osteilern            | Fürstenberg Elisenhof Elisenhof-Friedrichsgrund Am Meierberg                 |              |         | 11.12.1987                 | 12              |
|                | Siedlungsplatz Zinsdorf/Siniestorpe                                          | Fürstenberg Zinsdorfer Berg/Steinernberg                                     |              |         | 11.12.1987                 | 13              |
|                | Grabhügelgruppe Fürstenberger Wald (Abt. 112 u. 113)                         | Fürstenberg Fürstenberger Wald Abt. 112 u. 113                               |              |         | 11.12.1987                 | 14              |
|                | Grabhügelgruppe Auf dem Hassel                                               | Wünnenberg Auf dem Hassel                                                    |              |         | 11.12.1987                 | 15              |
|                | Siedlungsplatz Korporal Siedlungsplatz Dorslon-Dorsloh                       | Fürstenberg Gut Wohlbedacht/Korporal                                         |              |         | 11.12.1987                 | 16              |
|                | Erdwerk Kamp de Book                                                         | Elisenhof Elisenhof/Kamp De Book                                             |              |         | 11.12.1987                 | 17              |
|                | Wallburg Leiberger Wald                                                      | Leiberg Leiberger Wald                                                       |              |         | 11.12.1987                 | 18              |
|                | Grabhügelgruppe Leiberger Wald                                               | Leiberg Leiberger Wald                                                       |              |         | 11.12.1987                 | 19              |
|                | 2 Grabhügel Leiberger Wald (Abt. 105)                                        | Leiberg Leiberger Wald, Abt. 105                                             |              |         | 11.12.1987                 | 20              |
|                | Grabhügelgruppe Rauhe Schonung                                               | Haaren Haaren/Rauhe Schonung                                                 |              |         | 11.12.1987                 | 21              |
|                | Grabhügelgruppe Grolmesbusch (5 Grabhügel)                                   | Haaren Haaren/Grolmesbusch                                                   |              |         | 11.12.1987                 | 22              |
|                | Grabhügelgruppe Grolmesbusch (6 Grabhügel)                                   | Haaren Haaren/Grolmesbusch                                                   |              |         | 11.12.1987                 | 23              |
|                | Grabhügelgruppe Hohenbreitenplatz (16 Grabhügel)                             | Haaren Haaren/Postecke/Hohenbreitenplatz                                     |              |         | 11.12.1987                 | 24              |
|                | Grabhügelgruppe Leiberger Wald (58 Grabhügel) (Leiberger Wald – 4 Grabhügel) | Leiberg Leiberger Wald/Sandberg                                              |              |         | 11.12.1987                 | 25              |
|                | Siedlungsplatz Edinghausen = Eddinghausen                                    | Wünnenberg Bad Wünnenberg/Eddinghausen                                       |              |         | 28.12.1984 bzw. 11.12.1987 | 26              |
|                | Siedlungsplatz mit Wehranlage Knickenhagen                                   | Haaren Haaren/Knickenhagen                                                   |              |         | 11.12.1987                 | 27              |
|                | Siedlungsplatz Schäferstube                                                  | Elisenhof Elisenhof/Kamp De Book                                             |              |         | 11.09.1987                 | 28              |
|                | Grabhügel an der L 956 Wünnenberger Wald                                     | Wünnenberg Wünnenberger Wald an der L 956 (Straße Bad Wünnenberg/Bleiwäsche) |              |         | 23.06.1994                 | 29              |